# (400251) 2007 PS39
(400251) 2007 PS39 es un asteroide perteneciente al cinturón de asteroides, descubierto el 13 de agosto de 2007 por el equipo del Lincoln Near-Earth Asteroid Research desde el Laboratorio Lincoln, Socorro, Nuevo México.

## Designación y nombre
Designado provisionalmente como 2007 PS39.

## Características orbitales
2007 PS39 está situado a una distancia media del Sol de 2,293 ua, pudiendo alejarse hasta 2,713 ua y acercarse hasta 1,873 ua. Su excentricidad es 0,183 y la inclinación orbital 5,586 grados. Emplea 1268,48 días en completar una órbita alrededor del Sol.

## Características físicas
La magnitud absoluta de 2007 PS39 es 17,8.